# Abe Wiersma
Abe Wiersma (14 agosto 1994) è un canottiere olandese, campione olimpico nel 4 di coppia ai Giochi olimpici di Tokyo 2020. È stato vincitore della medaglia d'oro nel quattro di coppia ai Campionati del mondo di canottaggio 2019.

## Palmarès
- Giochi olimpici

Tokyo 2020: oro nel 4 di coppia;
- Mondiali

Linz-Ottensheim 2019: oro nel 4 di coppia
- Europei

Lucerna 2019: oro nel 4 di coppia.
Poznań 2020: oro nel 4 di coppia.
Varese 2021: argento nel 4 di coppia